# Claude Reignier Conder

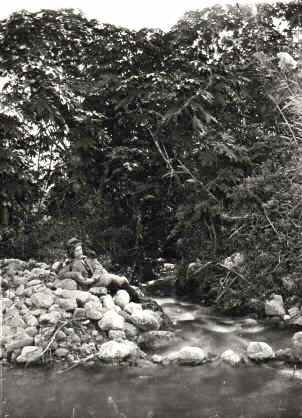
Claude Reignier Conder.

Claude Reignier Conder (29 de desembre de 1848, Cheltenham – 16 de febrer de 1910, Cheltenham) va ser un soldat, explorador, i antiquari anglés. Era rebesnet de Louis-François Roubiliac.

## Publicacions
- 1878: Tent Work in Palestine ISBN 1-4179-2238-9
- 1879: Judas Maccabæus, and the Jewish War of Independence
- 1880: Memoires: The Survey of Western and Eastern Palestine ISBN 1-85207-835-9
- 1883: Heth and Moab, Explorations in Syria in 1881 and 1882
- 1886: Syrian Stone-lore, Or, The Monumental History of Palestine
- 1887: Altaic Hieroglyphs and Hittite Inscriptions ISBN 1-4326-0939-4
- 1889: Palestine
- 1889: The Survey of Eastern Palestine, Memoirs of the Topography, Orography, Hydrography, Archaeology, Etc.
- 1893: The Tell Amarna Tablets
- 1896: The Bible and the East
- 1897: The Latin Kingdom of Jerusalem
- 1898: The Hittites and their Language
- 1900: The Hebrew Tragedy
- 1902: The First Bible
- 1909: The City of Jerusalem